# SaM146
PowerJet SaM146 (СМ 146) — турбовентиляторный двигатель со смешением потоков, производится компанией PowerJet, которая является совместным предприятием российского НПО «Сатурн» и французской компании «Snecma» («Snecma» отвечает за горячую часть двигателя — газогенератор в составе компрессора высокого давления, камеры сгорания и турбины высокого давления, «Сатурн» изготавливает «холодную» часть двигателя (вентилятор и турбину низкого давления) и выполняет общую сборку).
Предназначен для региональных самолётов и в настоящее время устанавливается на Sukhoi Superjet 100.

## История
Лётные испытания двигателя проходили на «летающей лаборатории» Ил-76ЛЛ в 2008 г., в ходе которых было выполнено 28 полётов.
Сертификационные испытания были завершены 27 мая 2010 года. Европейская сертификация пройдена 23 июня 2010 года.
17 января 2012 года EASA сертифицировало новый вариант SaM146-1S18 с тягой, увеличенной на 3 % (в сравнении с исходным вариантом 1S17). Данный вариант позволяет эксплуатировать вариант самолёта Sukhoi Superjet 100/95 увеличенной дальности с максимальной взлётной массой и увеличивать дальность полёта до 4578 км с полной пассажировместимостью.
13 декабря 2018 года 4 модификации: SaM146-1S17, SaM146-1S17C, SaM146-1S18, SaM146-1S18C получили одобрение EASA на ETOPS-120.

## Производство
Компания «Snecma» отвечает за горячую часть двигателя — газогенератор в составе компрессора высокого давления, камеры сгорания и турбины высокого давления; также отвечает за систему управления двигателем и коробку приводов. 
Мотогондолу поставляет компания «Aircelle».
НПО «Сатурн» изготавливает «холодную» часть двигателя — вентилятор и турбину низкого давления, выполняет общую сборку и стендовые испытания двигателя.

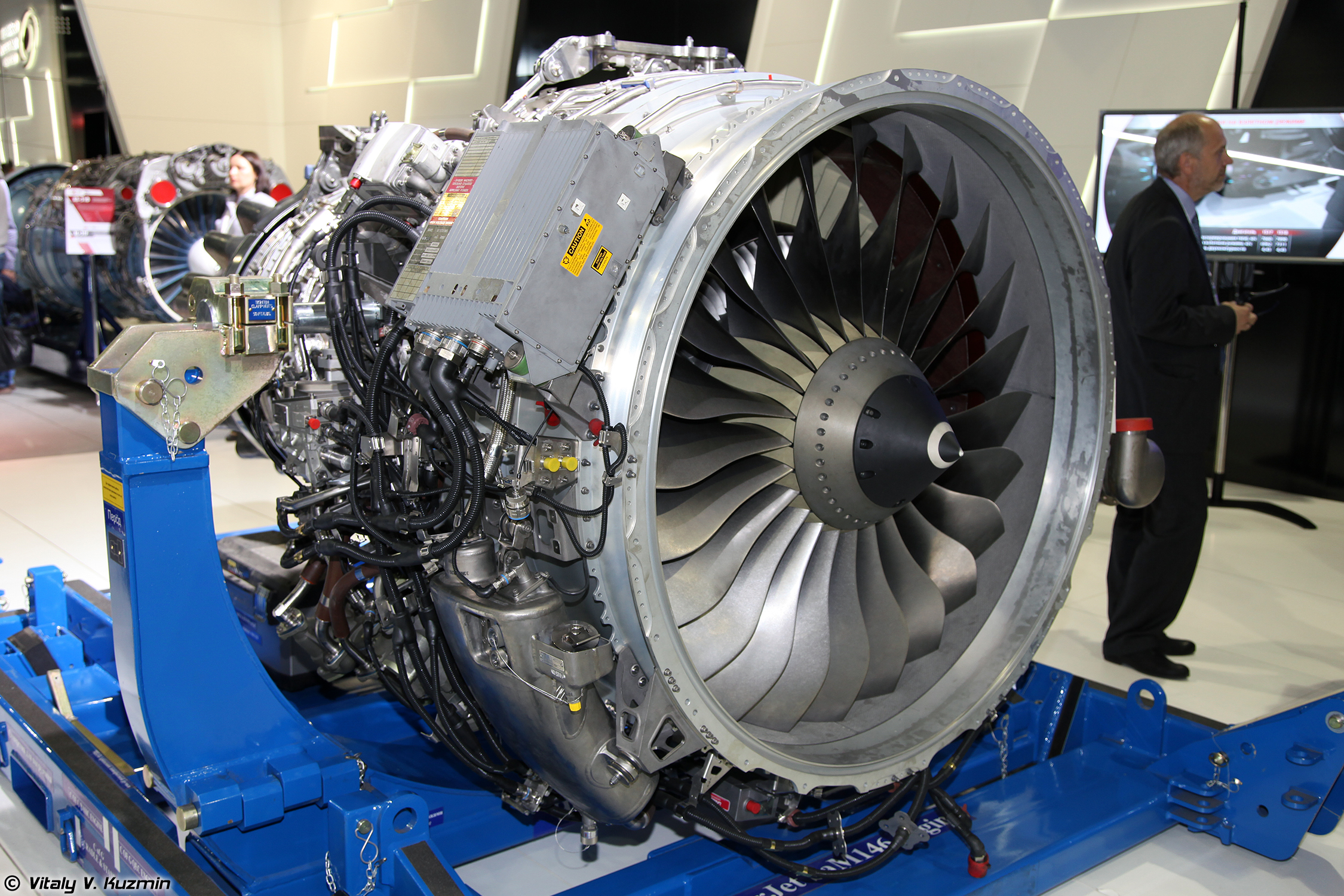

На начало 2014 года производственные мощности PowerJet позволяют выпускать восемь двигателей в месяц с возможностью увеличения их производства до десяти.
Изготовители/поставщики элементов двигателя
- НПО Сатурн — холодная часть, детали обвязки и др., окончательная сборка, испытания, отгрузка заказчику.
- Snecma — горячая часть, агрегаты и др.
- Aircelle[фр.] — мотогондолы, трубопроводы, электрожгуты и др.
- Techspace Aero — агрегаты и др.
- ACC La Jonchere — трубопроводы и др.
- Avio[англ.] — коробка приводов, угловой редуктор.
- другие

### Стоимость
По состоянию на 2010 год стоимость двигателя составляет 2,7 млн долл..

## Модификации

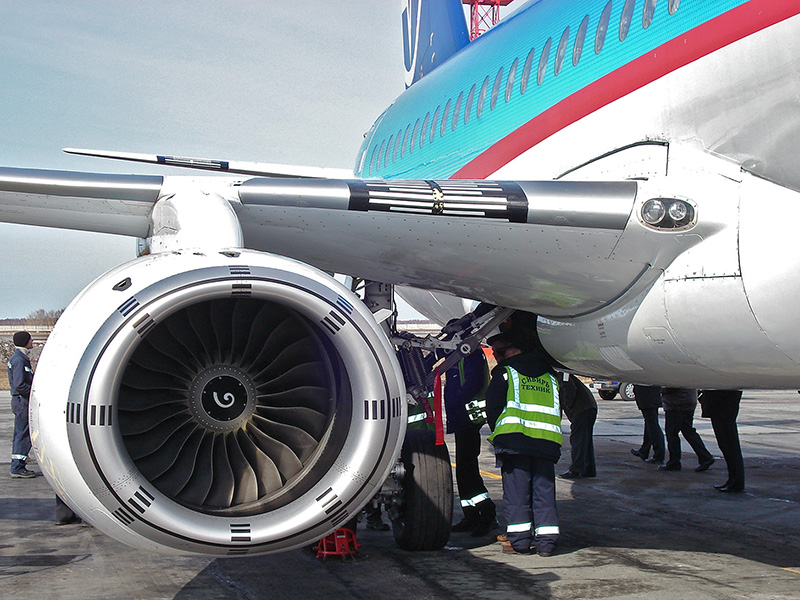
SaM146 под крылом SSJ100

- SaM146-1S15 — опытный, не сертифицирован.
- SaM146-1S17 — базовый, сертифицирован.
- SaM146-1S17C — корпоративный 1S17.
- SaM146-1S18 — вариант с увеличенной на 5 % взлётной тягой.
- SaM146-1S18C — корпоративный 1S18.

### SaM146-1S17
SaM146-1S17 является промежуточным этапом на пути от CFM56 к LEAP. Чтобы перейти к более сложному двигателю LEAP, нужно было сперва упростить CFM56 и отработать некоторые новые технологии. В сравнении с CFM56 двигатель SaM146 состоит из меньшего числа деталей.
Вентилятор с широкохордными лопатками. Лопатки первой и второй ступеней компрессора высокого давления выполнены по технологии блиск. Система активного регулирования зазоров турбины высокого давления.

### SaM146-1S18
Модификация 1S18 идентична модификации 1S17, отличие только в настройках программатора ID-PLUG, что увеличивает тягу на 5%. От данного программатора и только от него зависит, какую конфигурацию (1S17 или 1S18) в итоге будет иметь двигатель.
Модификация SaM146-1S18 сертифицирована в 2016 году, в том числе по нормам EASA.

## Эксплуатация
Суммарная наработка находящихся в эксплуатации двигателей SaM146, в лётных часах:
- на июль 2014 года: 100 тыс.[11]
- на ноябрь 2016 года: 500 тыс.[12]
- на март 2018 года: 830 тыс.[13]
- на октябрь 2018 года: 1 млн[14]
- на октябрь 2020 года: 1 млн 600 тыс.[15]
- на ноябрь 2021 года: более 2 млн[16]

## Сравнение
По удельному расходу топлива двигатель SaM146-1S17 на 1-2 % выгоднее двигателя CF34-10 (General Electric), устанавливаемого на  Embraer E-190/195 и Bombardier CRJ1000 (0,63 против 0,64), однако существенно (около 12 %) уступает двигателям PW1700G/PW1900G.

### Сравнение с одноклассниками
|                                                           | SaM146-1S18                   | Д-436Т1    | ПД-8 | General Electric CF34-10 | CFM International CFM56-7 |
| --------------------------------------------------------- | ----------------------------- | ---------- | ---- | ------------------------ | ------------------------- |
| Диаметр вентилятора, мм                                   | 1220                          | 1370       | 1228 | 1300                     | 1550                      |
| Сухая/постановочная масса двигателя, кг                   | 1708/2259                     | н/д/1890   | 2300 | 1700                     | 2370                      |
| Взлётная тяга (H=0, M=0), кгс                             | 7740 (7900)                   | 7200       | 7900 | 78,5 кН                  | 86,5 кН                   |
| Крейсерская тяга, кгс                                     | 1700                          | 1600       |      |                          |                           |
| Удельный расход топлива в крейсерском режиме кг/кгс в час | 0,629                         | 0,63-0,64  | 0,61 | 0,634                    | 0,64                      |
| Степень двухконтурности                                   | 4,4                           |            | 4,4  | 5-5,4                    | 5,1-5,5                   |
| степень повышения давления в компрессоре                  | 22,8                          | 22         | 28   | 29                       | 32,7                      |
| Ступеней в компрессоре                                    | 13 (1 вентилятор, 3 LP, 6 HP) | 19         | 15   | 18                       | 1 вентилятор, 3 LP, 9 HP  |
| Ресурс, TAC                                               | 20 000                        | 4 000/2667 |      |                          |                           |

## Проблемы
Заместитель управляющего директора НПО "Сатурн" — директор программы SaM146 Михаил Витальевич Берденников в 2012 году предоставлял данные о выдающейся надёжности двигателя Sam146 на уровне 99,96 %:

 Сейчас в эксплуатации находится 7 самолётов Sukhoi Superjet 100. По состоянию на середину марта 2012 г. суммарный налет парка двигателей SaM146 преодолел рубеж в 10 000 ч и превысил 5400 циклов. Что касается интенсивности их эксплуатации, то "Армавиа" в среднем выполняет 3 полета в день, "Аэрофлот" - до 5 полетов. Самое важно для нас, двигателистов, — надежность вылета самолёта. Этот показатель для SaM146 очень высок — 99,96 %, и мы этим гордимся.
В 2018 топ-менеджеры четырёх авиакомпаний, эксплуатирующих эти лайнеры, и три человека, близкие к лизинговым компаниям, покупающим SSJ100, заявили в интервью «Ведомостям» о низкой эксплуатационной надёжности двигателей. После наработки от 1000 до 4000 часов в камерах сгорания или маслосборниках могут появляться трещины и двигатель необходимо отправлять на ремонт. По информации неназванного источника газеты «Ведомости», производитель двигателя обещает 7500—8000 часов работы до капитального ремонта. Ремонт вышедшего из строя двигателя стоит 2–5 млн долл. и длится два месяца, говорят два собеседника. Так как это конструктивный недостаток, производитель ремонтирует двигатель за свой счёт.
В декабре 2018 года было объявлено, что в компании Safran доработали производимую ими камеру сгорания и что все эксплуатирующиеся двигатели пройдут соответствующую модернизацию, что устранит выявленные проблемы.